# Pauline Marie Jaricot
Pauline Marie Jaricot (Lione, 22 luglio 1799 – Lione, 9 gennaio 1862) è stata una religiosa francese, fondatrice dell'Opera della propagazione della fede. È stata beatificata il 22 maggio 2022 a Lione.

## Biografia
Pauline Marie Jaricot, ultima di otto fratelli, figlia di un piccolo industriale della seta,  nacque a Lione il 22 luglio 1799. Il padre preferì farla battezzare di nascosto da un prete refrattario, piuttosto che dal parroco di Saint Nizier, che aveva giurato sulla Costituzione civile del clero. Fin dalla giovane età, Pauline sentì molto parlare del lavoro e dell'eroicità dei missionari nelle terre lontane.
Da ragazza fece voto di castità e abbandonò le ricchezze di famiglia vivendo nella povertà. Nel 1817, in seguito a una specie di illuminazione avvenuta la Domenica delle Palme, fondò con altre persone il gruppo delle Riparatrici del Cuore di Gesù sconosciuto ed offeso. In seguito, apprese dal fratello sacerdote Phileas che i preti delle Missioni Estere di Parigi versavano in serie difficoltà economiche. Così, per raccogliere denaro, Pauline e le sue compagne crearono un'associazione, che nel 1822 assunse il nome ufficiale di Opera della Propagazione della Fede. Questo istituto giocò un ruolo fondamentale nello sviluppo del movimento missionario francese del XIX secolo. Alla fine del secolo l'Opera era presente in tutti i Paesi della cristianità.
Ammalatasi gravemente, intraprese un pellegrinaggio sulla tomba di santa Filomena a Mugnano. Fu l'occasione per incontrare papa Gregorio XVI, che approvò la sua Opera e le donò la sua benedizione.
Pauline morì il 9 gennaio 1862 nella miseria e nell'indifferenza generale. Il suo cuore incorrotto, custodito in un apposito reliquiario sigillato, presenta un eccezionale stato di conservazione pur senza evidenziare alcun segno di imbalsamazione, come accertato nel 2021 da un team di scienziati tra cui Philippe Charlier, medico legale del museo del Quai Branly. 
Con papa Benedetto XV l'Opera fondata da Pauline Jaricot diventò pontificia e trasferì la sua sede da Lione a Roma.
Papa Giovanni XXIII la dichiarò venerabile nel 1963. Il 26 maggio 2020 papa Francesco approvò un miracolo attribuito all'intercessione di Pauline, aprendo così la strada alla sua beatificazione, che è stata celebrata nella cattedrale di Lione dal cardinale Luis Antonio Tagle il 22 maggio 2022.

## Il miracolo per la beatificazione
Per la beatificazione la Chiesa cattolica ha considerato miracolosa la guarigione, avvenuta nel 2012, di Mayline Tran, di tre anni e mezzo, ricoverata all'ospedale "Femme Mère Enfant" di Lione in stato vegetativo, causato da "anossia cerebrale prolungata per ostruzione delle alte vie respiratorie da corpo estraneo alimentare, con arresto cardio-respiratorio". I medici ritenevano che, qualora fosse sopravvissuta, non avrebbe potuto più parlare né camminare, e si decise di evitare l'accanimento terapeutico, provvedendo alla nutrizione enterale e all'idratazione. Dopo l'iniziativa di preghiere per ottenere l'intercessione della venerabile Paolina Maria Jaricot, la bambina recuperò l'autonomia motoria e la comprensione del linguaggio, in assenza di conseguenze neurologiche. Il padre della piccola, non credente, decise di farsi battezzare. Nel novembre 2019 la Consulta Medica giudicò l'accaduto scientificamente inspiegabile. I Consultori teologi, nel dicembre dello stesso anno, dichiararono la guarigione miracolosa e ottenuta per intercessione di Pauline Jaricot.